# Соломона, Дэнни
Дэнни Соломона (англ. Denny Solomona, родился 27 сентября 1993 года) — английский регбист новозеландского и самоанского происхождения, вингер (крыльевой) регбийного клуба «Хайлендерс». В прошлом занимался регбилиг, выступал за австралийский клуб «Мельбурн Сторм» (молодёжный состав) и английские «Лондон Бронкос» и «Каслфорд Тайгерс».

## Юность
Соломона родился и вырос в Окленде, учился в колледже Святого Петра. Был членом регбийной команды школы, в 2010 году выиграл Кубок Бориса Шроя как лучший бомбардир по числу попыток.

## Регбилиг
В 2012 году Соломона стал игроком клуба регбилиг «Мельбурн Сторм», пройдя его школу. В 2012 году он сыграл 13 матчей, занеся 8 попыток в рамках Национального молодёжного первенства Австралии по регбилиг, однако в 13-м туре получил травму малоберцовой кости и пропустил остаток сезона. В 2013 году он перешёл в основной состав клуба, а в январе 2014 года перешёл в Суперлигу и стал игроком «Лондон Бронкос». Клуб вылетел из Суперлиги по итогам сезона, и Соломона объявил о скором переходе в «Каслфорд Тайгерс».
В 2016 году в матче плей-офф Суперлиги против французского клуба «Каталанс Драгонс» Соломона занёс 37-ю рекордную попытку по итогам сезона и побил рекорд, который установил 12 лет тому назад новозеландец Лесли Ваиниколо. Всего он занёс 40 попыток в Суперлиге и ещё 2 в Кубке вызова. 8 октября 2016 года он дебютировал за сборную Самоа по регбилиг историческим матчем против Фиджи в городе Апиа, приуроченным к 30-летию регбилиг в Самоа. Однако сборная Самоа, которая к 20-й минуте встречи вела 18:0, потерпела сенсационное поражение со счётом 18:20, почти целиком растеряв своё преимущество к 40-й минуте (к перерыву матча).

## Регби-15
13 декабря 2016 года Соломона объявил об уходе из регбилига и переходе в регби-15, а также об аннулировании его контракта с клубом «Каслфорд Тайгерс», который действовал ещё два года. Переход вызвал множество споров и обсуждений в СМИ. Соломона подписал соглашение с клубом «Сейл Шаркс» из чемпионата Англии и за 11 первых игр занёс 10 попыток. 29 марта 2017 года он объявил, что готов выступать за сборную Англии. Тренер Эдди Джонс вызвал Соломону на летнее турне по Аргентине, и летом 2017 года в первом тест-матче против Аргентины Соломона занёс попытку, попутно принеся своей сборной победу.

## Личная жизнь
Встречается с английской фотомоделью Джесс Импьяцци.